# 나미우치촌
나미우치촌(浪打村)은 1957년까지 이와테현 니노헤군에 존속했던 촌이다. 현재의 이치노헤정에 해당한다.

## 연혁
- 1889년 4월 1일 - 정촌제 시행과 함께 니노헤군 나미우치촌이 성립하였다.
- 1957년 10월 31일 - 이치노헤정, 고즈야촌, 아네타이촌, 지요카이촌과 합병해 새로운 이치노헤정이 되었다.

## 교통

### 도로
- 국도 4호선

## 참고 문헌
- 『一戸町誌』上巻（岩手県二戸郡一戸町、1982）